# Master Series
A Master Series az amerikai Dio heavy metal zenekar harmadik válogatásalbuma. Az albumra került számokat digitálisan felújították.

## Az album dalai
|     | Cím                         | Szerző(k)                                | Hossz |
| --- | --------------------------- | ---------------------------------------- | ----- |
| 1.  | We Rock                     | Ronnie James Dio                         | 4:36  |
| 2.  | Rock 'n' Roll Children      | Dio                                      | 4:34  |
| 3.  | Why Are They Watching Me    | Dio, Rowan Robertson                     | 5:00  |
| 4.  | I Could Have Been a Dreamer | Dio, Craig Goldy                         | 4:44  |
| 5.  | Mystery                     | Jimmy Bain, Dio                          | 3:58  |
| 6.  | Just Another Day            | Vivian Campbell, Dio                     | 3:27  |
| 7.  | Twisted                     | Vinny Appice, Bain, Dio, Robertson       | 4:44  |
| 8.  | The Last in Line            | Bain, Campbell, Dio                      | 5:47  |
| 9.  | Fallen Angels               | Appice, Bain, Campbell, Dio              | 4:03  |
| 10. | Stand Up and Shout          | Bain, Dio                                | 3:19  |
| 11. | All the Fools Sailed Away   | Dio, Goldy                               | 7:13  |
| 12. | Night Music                 | Bain, Dio, Robertson                     | 5:05  |
| 13. | Another Lie                 | Dio                                      | 3:51  |
| 14. | Night People                | Appice, Bain, Dio, Goldy, Claude Schnell | 4:09  |
| 15. | Hey Angel                   | Dio, Robertson                           | 4:59  |
| 16. | Overlove                    | Appice, Dio, Goldy                       | 3:49  |
| 17. | Like the Beat of a Heart    | Bain, Dio                                | 4:26  |
| 18. | Walk on Water               | Dio, Jens Johansson, Robertson           | 3:42  |

## Közreműködők
- Ronnie James Dio – ének
- Vivian Campbell – gitár (1, 2, 5, 6, 8, 9, 10, 13, 17)
- Craig Goldy – gitár (4, 11, 14, 16)
- Rowan Robertson – gitár (3, 7, 12, 15, 18)
- Jimmy Bain – basszusgitár (1, 2, 3–6, 8–11, 13, 14, 16, 17)
- Teddy Cook – basszusgitár (3, 7, 12, 15, 18)
- Claude Schnell – billentyűk (1, 2, 3–6, 8, 9, 11, 13, 14, 16, 17)
- Jens Johansson – billentyűk (3, 7, 12, 15, 18)
- Vinny Appice – dob (1, 2, 3–6, 8–11, 13, 14, 16, 17)
- Simon Wright – dob (3, 7, 12, 15, 18)

## Külső hivatkozások
- Encyclopaedia Metallum
- Tapio's Dio Biography